# Златан (биљка)
Златан (лат. Lilium martagon) је вишегодишња биљка из породице љиљана (Liliaceae). Врста настањује готово читаву Европу и умерене делове Азије.  

## Опис врсте
Златан или златни љиљан је зељаста, луковичаста биљка. Луковица је златножуте боје, јајастог облика и дужине до 5 cm. Састављена је из више слојева, меснатих, узано јајастих сложених доњих листова. Биљка је висока обично 30—80 cm, а стабљика је најчешће гола, зелена и понекада са црвенкастим пегама. Листови су пршљенасто груписани у средишњем делу стабљике, објајасти, на врху шиљати, дугачки од 4 до 14 cm. Цваст је вршна и гроздаста. Цветне дршке су карактеристично савијене у оштром луку ка доле, а издижу се у време плодоношења биљке. У цвасти има 2—11 цветова. Боја цвета је ружичаста, црвенкаста, љубичаста или прљаво пурпурна, са тамним пегама са унутрашње стране. Са леђне стране су прекривени длакама. Прашници су краћи од перигона, антере су углавном црвене. Плодник тучка је издужен, али краћи од стубића. Жиг тучка има три режња. Плод је чаура, чиграстог облика, а семе је пљоснато, светлосмеђе и наборано са горње стране. Цвета у јулу и августу.

## Распрострањење у Републици Србији
Кошутица у Републици Србији настањује листопадне шуме, шикаре, планинске ливаде и шумске чистине. Јавња се на широком дијапазону надморских висина, од низијског до алпијског појаса.

## Угроженост и заштита врсте
Златан у Србији има статус заштићене биљне врсте.

## Галерија
- Хабитус златана
- Цвет златана
- Цвет златана